# Bura (Achaia)
Bura (Voura, Bira; Griechisch: Βοῦρα) war eine antike Stadt, die bereits dem ersten Achaiischen Bund (5. Jh. v. Chr.) angehörte. Sie lag auf einem Höhenrücken zwischen den beiden Flüssen Buraikos (Ladopotamos) und Kerynites (Buphusia) nahe der Stadt Diakopto im Gebiet von Aigialias (Achaia) auf der nordöstlichen Peloponnes in Griechenland.

## Lage

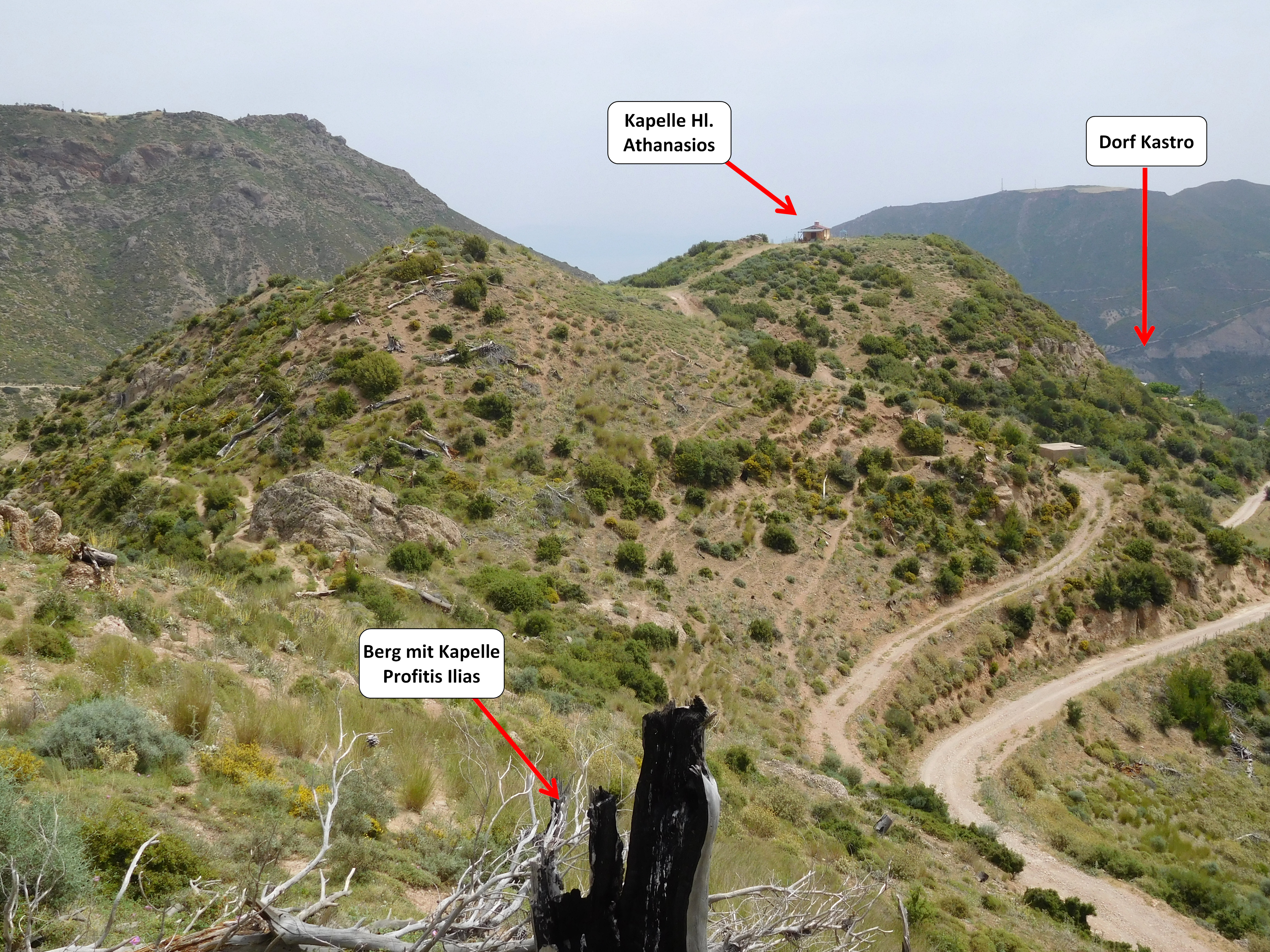
Blick Richtung Norden auf die Hügel der antiken Stadt Bura

Der Höhenrücken, der die antike Siedlung trug, liegt unmittelbar über dem Dörfchen Kastro. Noch in den 1950er Jahren war er großenteils mit Kiefern bewaldet, heute ist er kahl. Einen hervorragenden Überblick über das alte Bura erhält man vom gegenüber liegenden Dreiklosterberg im Norden, und zwar von der Klippe, auf der das ehemalige Kloster mitsamt Kirche „Agios Nikolaos-Gourna“ liegt.

## Bura in der Mythologie
Bura (Voura) war die Tochter von Ion, dem Stammvater der Ionier, und von Helike, der Tochter des letzten Königs der Pelasger, Selinountas, der ein Sohn Poseidons war; ein Fluss in der Nähe trägt noch heute seinen Namen. Der schönen Tochter Bura stellte Herakles nach. Um sich einen Weg zu ihr zu bahnen, schlug er mit dem Schwert auf die Landschaft und schuf dadurch die Vouraikos-Schlucht, in der der Buraikos fließt. Bura galt in der Antike als die Stadtgründerin.

## Beschreibung von Bura durch Pausanias
Der griechische Reiseschriftsteller Pausanias (115 bis ca. 180 n. Chr.) schrieb in Buch VII „Achaia“ über Bura: „Eben zu der Zeit, als der Gott (Poseidon) die Stadt Helike untergehen ließ (373 v. Chr.), wurde auch Bura so heftig durch ein Erdbeben erschüttert, dass die alten Bildsäulen in den Tempeln zerschmetterten: Und von den alten Einwohnern blieb niemand übrig, als die, die in Kriegsdiensten oder aus einer anderen Ursache weggereist waren, welche dann Bura wieder aufbauten. Ceres hat hier einen Tempel, wie auch Venus und Bacchus, ebenso die Eileithyia. Ihre Bildsäule hat Euklides von Athen aus pentelischem Marmor gefertigt. Der Isis ist auch ein Tempel gebaut.“

## Entdeckung von Bura in der Neuzeit
Auf diesem Höhenrücken entdeckte Ernst Meyer im Jahr 1937 nach einem Hinweis des Archäologieprofessors J.K. Anderson von der University of California, Berkeley, 1937 die genaue Lage der Stadt Bura. Anderson vermutete mit Recht, dass der Hinweis in dem Buch „Recherches géographiques sur les ruines de la Morée“ (1836) auf Bura stimmte: M.Vietti war in den 1830er-Jahren, den Angaben des Pausanias folgend, nahe Helike in die Berge gestiegen und hatte oberhalb des Dorfes Rhizomylo eine Akropolis und Ruinen gefunden.
Allerdings wurde Bura bereits auf den französischen Karten der Kartografen Coronelli und Sanson mit jeweils „P(K)ernitsa-Bura“ richtig eingetragen. In einer Karte von Choiseul-Gouffier von 1782 und einer Karte von Barbié du Bocage 1791 (Paris) ist ebenfalls Bura bzw. „Pernitza bourg“ richtig lokalisiert.

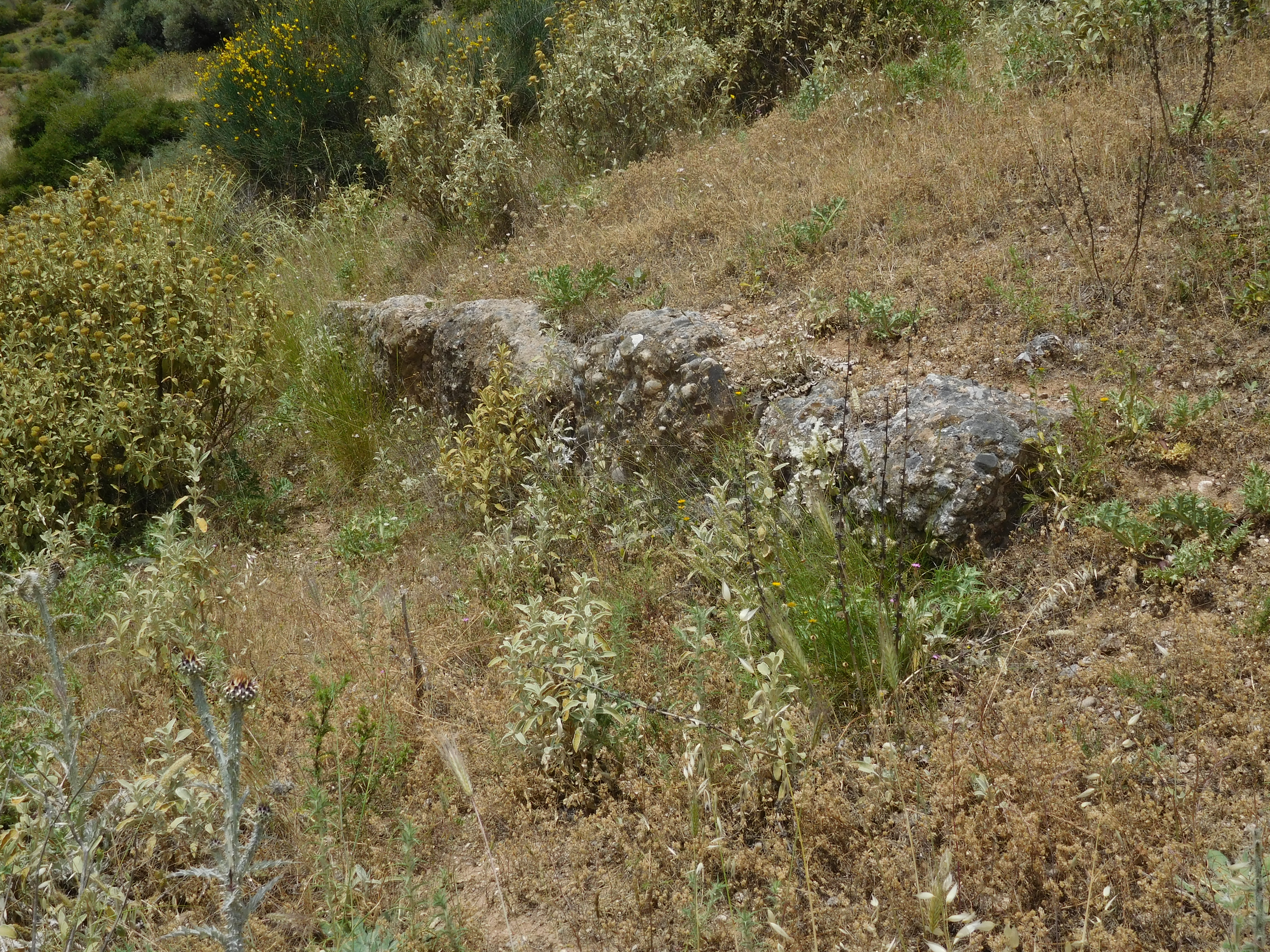
Reste der Stadtmauer am östlichen Abhang

Ernst Meyer fertigte 1937 eine Skizze, 1954 eine Karte basierend auf Vermessungen des Höhenrückens der fünf Hügel an, wo er die Lage Buras vermutete. Dieser Höhenrücken beginnt im Norden beim Dörfchen Kastro und liegt zwischen den beiden neu gebauten Kirchen des Hl. Athanasios im Norden und des Profitis Ilias im Süden. Bura lag auf 550 – 600 m Höhe. Ernst Meyer konnte auf den fünf Hügeln des Höhenrückens zahlreiche Ziegelbrocken und Keramikfragmente finden, deren Datierung von der archaischen Zeit (8. – 6. Jh. v. Chr.) durchgehend bis in die römische Kaiserzeit reichen. In seiner Karte sind auch Reste der östlichen Stadtmauer eingezeichnet, die bis in die Gegenwart am östlichen Abhang sichtbar geblieben sind. Im Dorf Kastro, gegenwärtig aus sieben Gebäuden bestehend, entdeckte Ernst Meyer 1937 antike Architekturelemente als Spolien wiederverwendet, darunter eine Säulentrommel und ein Element, das Meyer als antiken Marmoruntersatz für Waschbecken interpretiert.

## Widersprüchliche Angaben der antiken Schriftsteller
Ovid und Plinius der Ältere berichten, dass Bura ebenso wie Helike durch ein Erdbeben mit nachfolgendem Tsunami 373 v. Chr. im Golf von Korinth versanken. Diodor beschreibt die Katastrophe genau: Die Bewohner beider Städte wurden nachts von dem Erdbeben überrascht. Am folgenden Tag wurden die Überlebenden von einer riesigen Welle erfasst. Strabon und Pausanias hingegen berichten nicht vom Untergang der Stadt Bura im Meer. Laut Strabon lag Bura 40 Stadien (7 km) landeinwärts, was sich mit Pausanias Beschreibung von Bura deckt. Strabon fügt bezüglich des Erdbebens 373 v. Chr. hinzu, dass Bura in einem Erdspalt versunken sei. Im Vorfeld zur Katastrophe habe sich folgendes abgespielt: Eine ionische Gesandtschaft soll um ein Abbild der Statue von Poseidon in Helike gebeten haben. Trotz eines Verbots durch ein Orakel opferten die Ionier dennoch auf Poseidons Altar. Daraufhin nahmen die Bevölkerung Helikes mit dem verbündeten Nachbarn Bura zusammen die ionische Gesandtschaft gefangen und plünderten jene aus. Der Zorn Poseidons darüber soll die beiden Städte dann vernichtet haben.
Manche Historiker vermuten, dass Alt-Bura zunächst an der Küste lag und nach der Zerstörung dann das neue Bura landeinwärts auf dem Höhenrücken erbaut wurde. Dass Bura vom Meer verschlungen wurde oder in einem Erdspalt verschwand hält Ernst Meyer für eine Verquickung mit dem Schicksal Helikes als Konsequenz der Paraphrasierung durch die antiken Schriftsteller. Denn für Meyer beweisen die Keramikfunde eine durchgehende Besiedlung Buras von der archaischen Zeit bis in die römische Zeit und demzufolge könne Bura auch nicht nach dem Erdbeben von 373 v. Chr. vernichtet worden sein. Bura betreffend erwähnt Strabon, dass unweit der Stadt eine Quelle namens Sybaris existierte. Aussiedler aus Achaia sollen den Fluss und die Stadt in Italien danach benannt haben. Bura war der Geburtsort des bekannten antiken Tiermalers Pytheas.
Bei der Wiedergründung des Achaischen Bundes 280 v. Chr. wurde Bura von einem Tyrannen regiert, den die Bewohner aber 275 v. Chr. in seiner Zufluchtsburg besiegten. In der Nachbarstadt Kerynea gab deren Tyrann freiwillig auf. Daraufhin schlossen sich Bura und Kerynea dem Zweiten Achaischen Bund an. Eine Reihe von antiken Schriftstellern erwähnt auch die nahe gelegene Orakelhöhle des Herakles Buraikos, die heute noch besichtigt werden kann. In der Höhle warf man vier Würfel auf einen Tisch. Anhand der Zeichen auf den Würfeln konnte man auf einer Tafel die Zukunft ablesen. Die pyramidenähnliche Höhle ist auch auf einer Münze der Stadt Bura abgebildet.

## Bistum Bura/Kernitsa
Bura wurde noch Ende des 7. Jahrhunderts n. Chr. unmittelbar vor den Slaweneinfällen als Ortschaft erwähnt. Eine mittelalterliche Ruine auf dem Höhenrücken deutet an, dass Bura nicht völlig verlassen wurde. Aus den Kirchendokumenten geht hervor, dass es ein Bistum Bura-Kernitsa gab. Als Kernitsa wurde Bura mit seiner Umgebung genannt. 1380 erhob sich Bischof Mathaeus von Kernitsa selbst zum Metropoliten, verlor jedoch nach zehn Monaten wieder diesen Status. Der letzte Bischof von Kernitsa und Kalavryta war Prokopios. Er spielte beim Aufstand von 1821 gegen die Osmanenherrschaft eine größere Rolle und unterzeichnete einen Aufruf an die europäischen Konsuln. In einem Dokument wird Prokopios als „Bischof von Bura“ bezeichnet. Offenbar ist dies ein Relikt der traditionellen Gleichsetzung Bura-Kernitsa.